# Pierre Fix-Masseau
Pour les articles homonymes, voir Fix et Masseau.
Pierre Fix-Masseau (Paris, 1905 - Paris, 1994) est un affichiste et graphiste français.
Il est le fils du sculpteur Pierre-Félix Fix-Masseau (1869-1937).

## Biographie
L’affichiste Pierre Fix-Masseau naît en 1905 à Paris, rue de Bruxelles, au pied de la butte Montmartre. Il est le fils unique du sculpteur Pierre-Félix Masseau, dit Fix-Masseau (1869-1937). Après avoir été élève au lycée Condorcet, il s’inscrit à l’École Boulle en 1921, puis à l’École des arts décoratifs de Paris, dont il sort diplômé en 1923. Après un très court séjour chez le marchand de gravures Sagot, il crée sa première maquette d’affiche pour les Folies Bergère qui, trop osée, lui est refusée. En 1925, il accomplit son service militaire au Maroc en qualité de dessinateur au Service géographique de l’armée. À son retour en France en 1927, il réalise pour l’imprimerie Nortier, des étiquettes et emboîtages de luxe pour la parfumerie. En 1928, il entre au service de Cassandre, avec lequel il travaille en collaboration pendant six mois. Cette expérience est pour lui décisive : il apprend auprès de ce maître de l’affiche, auteur du célèbre Normandie, la rigueur, la précision graphique et l’art de la composition. Il travaille ensuite pour la maison Edita jusqu’en 1939. À partir de 1940, il devient indépendant et le restera jusqu’à sa mort en 1994.
Parmi ses premières affiches, on trouve : Côte d’Azur Pullman-Express (1929) et surtout État-Exactitude (1932), qui représente une des plus frappantes réussites de l’affiche Art déco. Le géométrisme de la composition vise à magnifier la puissance de la locomotive et à montrer l’efficacité du transport ferroviaire assuré par l’État. Un exemplaire est conservé au Metropolitan Museum of Art de New York. Cette affiche a été plusieurs fois rééditée. Citons encore : Le Mont Saint-Michel (1933), Huiles Renault les meilleures (1934), Le rouge baiser, permet le baiser (1937).
Il réalise aussi des affiches pour des films : Les Anges du péché (1946), de Robert Bresson et Farrebique (1946) de Georges Rouquier. Sa production se poursuit ensuite sur un rythme régulier : Le nouveau bas Marie-Claire (1947) Dans toutes les mains pointe Bic (1955), Avec ou sans filtre, Cigarettes Gitanes Caporal (1955), Disque bleu-bout filtre (1958). Entre 1960 et 1980, il participe à la campagne publicitaire des grands salons nationaux, des grands prix de la loterie nationale et de la Prévention routière. À l’occasion de la remise sur rails du prestigieux train le Venise-Simplon-Orient-Express, il réalise entre 1973 et 1983 une série de quinze affiches dont la plupart sont imprimées en lithographie. En retrouvant l’esprit de ses créations d’avant-guerre, il pouvait attirer la clientèle des sleepings. Plusieurs expositions lui furent consacrées : en 1983 à la Bibliothèque nationale et en 1989 au Centre Municipal de l’Affiche de Toulouse. Il faut noter enfin que Pierre Fix-Masseau a pratiqué la peinture, parallèlement à sa carrière d’affichiste. Il a peint, entre autres, sur le motif, des paysages bretons.
Fix-Masseau fut un des derniers représentants d’une profession en voie de disparition : celle d’affichiste publicitaire, différente de celle du graphiste. Celui-ci, en tant qu’illustrateur, exécute un dessin, dont le concept a été d’abord fixé par les « créatifs » de l’agence. L’affichiste, à l’inverse, cherche en toute liberté une idée répondant à un problème posé par le client. « Créer une affiche, c’est faire simple, direct, c’est pratiquer un langage universel, mais avant tout c’est trouver une idée », aimait dire Fix-Masseau.